# 萨里涅纳
萨里涅纳，是西班牙阿拉贡自治区韦斯卡省的一个市镇。总面积276平方公里，总人口3950人（2001年），人口密度14人/平方公里。